# Émile Vandervelde

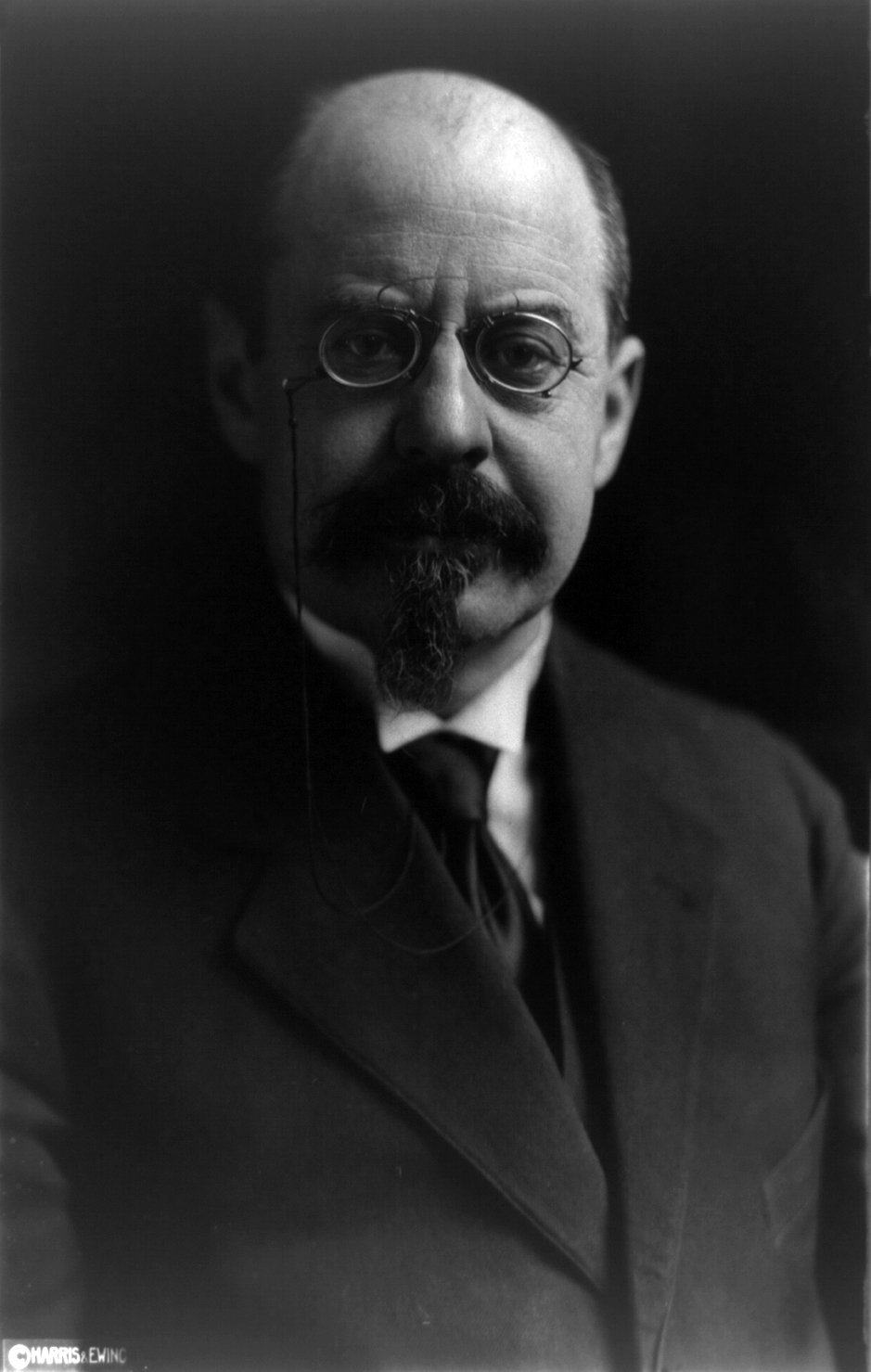
Emile Vandervelde en 1919.

Emile Vandervelde (Ixelles, 25 de enero de 1866 – ibídem, 27 de diciembre de 1938) fue un abogado y político belga, diputado desde 1894, dirigente de la Segunda Internacional desde 1889 y ministro en diversas ocasiones.

## Vida
Estudió derecho en la Universidad Libre de Bruselas, doctorándose en derecho en 1885 y en ciencias sociales en 1888.
Afiliado al Partido Obrero en 1886, fue su presidente de 1928 a 1938. De 1900 a 1918 presidió la Oficina Socialista Internacional.
Elegido miembro del Parlamento de Bélgica en 1894, fue ministro de Estado (1914-1916) y de Abastecimientos (1916-1917). Durante la revolución rusa tomó partido por los mencheviques ante los bolcheviques. Al frente de la cartera de Justicia (1919-1921), reformó el régimen penitenciario. Fue ministro de Asuntos Exteriores (1925-7), sin cartera (1935) y de Sanidad (1936-1937), cargo del que dimitió a raíz del escandaloso asesinato del embajador belga en España, Jacques de Borchgrave, en el transcurso de la guerra civil española.

## Obras
- Les Associations professionelles d'artisans et d'ouvriers en Belgique (1892)
- L'Évolution industrielle et le collectivisme (1896)
- Le Question agraire en Belgique (1897)
- Le Socialisme en Belgique (1898) en línea
- L'Alcoolisme et les conditions de travail en Belgique (1899)
- Le Propriété foncière en Belgique (1900)
- L'Exode rural et le retour aux champs (1903)
- Vive la Commune! (1903)
- Le Collectivisme et l'évolution industrielle (1904)
- Le Socialisme et l'agriculture (1906)
- Les Crimes de la colonisation capitaliste (1906)
- Le Socialisme et la Religion (1908) en línea
- Le Socialisme agraire : ou Le collectivisme et l'évolution agricole (1908).
- Les Derniers Jours de l'État du Congo : Journal de voyage (Juillet Octobre, 1908) (1909).
- Le Belgique et le Congo: le passé, le présent, l'avenir, (1911).
- La Grève générale (1912)
- La Belgique envahie et le socialisme international (1917).
- Le Socialisme contre l'État (1918).
- Le Pays d'Israël (1929).
- À travers la révolution chinoise. Soviets et Kuomintang (1931)
- L'Alternative: capitalisme d'État ou socialisme démocratique (1933)
- Ce que nous avons vu en Espagne (1938)